# 9700 Paech
9700 Paech eller 3058 T-1 är en asteroid i huvudbältet som upptäcktes den 26 mars 1971 av den nederländsk-amerikanske astronomen Tom Gehrels och det nederländska astronomparet Ingrid van Houten-Groeneveld och Cornelis Johannes van Houten vid Palomarobservatoriet. Den är uppkallad efter Wolfgang Paech.
Asteroiden har en diameter på ungefär 3 kilometer.